# Адальберт I фон Тек
Адальберт I (нем. Adalbert I. von Teck; ок. 1140 — 1195) — первый герцог фон Тек с 1186 года.
Сын Конрада Церингена и Клеменции Намюрской.

## Биография
Впервые упоминается в 1146 году (в то время был ещё ребёнком).
После смерти брата, Бертольда IV, унаследовал замок Тек и владения на верхнем Неккаре (1186 год). С 1188 года упоминается с герцогским титулом: «dux Adilbertus di Deche», «dux de Tecke».
После смерти Гуго, герцога фон Ульмбурга — другого своего брата унаследовал его владения в Ортенау и Брайсгау. Позже сын Адальберта I Адальберт II продал их императору.
Последний раз упоминается в документе от 20 июня 1193 года.

## Семья
Жена — Адельхейда (предполагаемое имя), происхождение не известно. Сын:
- Адальберт II (р. ок. 1165, ум. 1215/1219), герцог фон Тек.

Вероятно, его дочерью была Агата, жена графа Дипольда фон Лехсгемюнда.